# Stadtwache (Wismar)
 (septembre 2021).
L'ancienne Stadtwache de Wismar est un édifice historique situé dans la ville hanséatique allemande de Wismar. Construit en 1858, le bâtiment est classé monument historique .
Aujourd'hui, l'édifice abrite la Stadthaus (Maison de ville) -  BürgerServiceCenter Wismar avec l'office du tourisme de la ville.

## Histoire

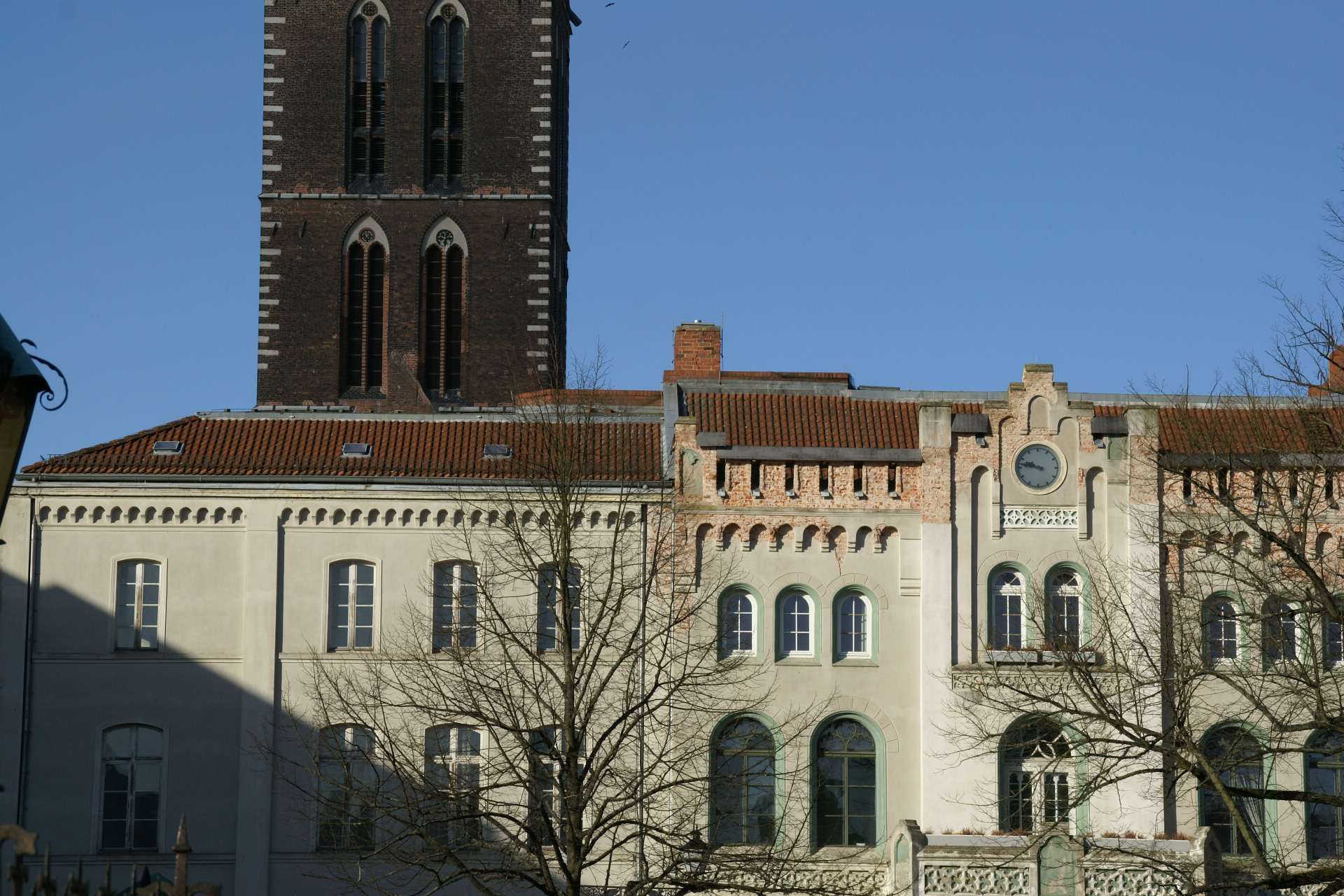
Garde de ville et Marienkirche

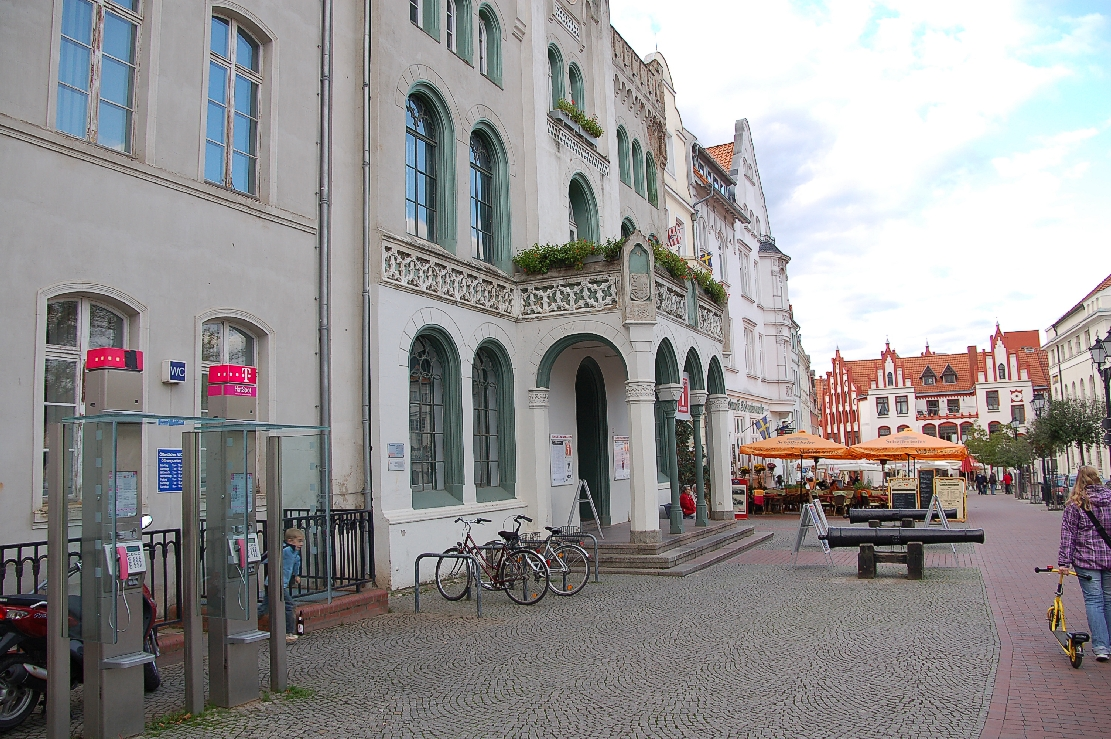
Garde de la ville, marché et canons

La partie nord historiciste de trois étages de l'ancienne Garde de la ville a été construite en 1858 selon les plans de Helmuth Brunswig comme garde principale, caserne de pompiers et prison (trois cellules de détention dans les combles ont été conservées jusqu'en 2002). La corniche est de style anglais Tudor, qui est courant dans le Mecklembourg-Poméranie-Occidentale (par exemple l'Arsenal de Schwerin, la mairie de Wittenburg, le palais Caroline de Neustrelitz, le château de Hohendorf, le manoir de Kittendorf, le château de Varchentin, le manoir de Vogelsang). Le portail avec des arcades voûtées, le balcon avec l'année et les armoiries dans le cartouche et l'horloge dans le pignon à gradins structurent le bâtiment.
Auparavant, divers étals de marché du XIVe siècle se tenaient ici du côté ouest de la place. Le garde principal était auparavant logé dans un autre bâtiment sur le marché.
À la fin du XIXe siècle, le bâtiment a été simplement agrandi vers le sud. Les toilettes publiques ont été construites en 1916. Le commissariat était là depuis 1919. Dans les années 1930, il y avait des locaux commerciaux au rez-de-chaussée de l'extension. À partir de 1950 environ, le service de la construction de la ville, les archives municipales et le service de la santé ont été hébergés ici. Au début des années 1990, l'office du tourisme s'installe dans les pièces rénovées. La maison a été rénovée dans les années 1990 et de 2013 à 2015. Elle sert maintenant de maison de ville - BürgerServiceCenter Wismar avec l'information touristique.
Devant le bâtiment se trouvent deux canons en fonte de la guerre de Trente Ans, offerts en 1997 par le port suédois de Landskrona.